# 畷生会脳神経外科病院
社会医療法人信愛会 畷生会脳神経外科病院（てっせいかい のうしんけいげかびょういん、大阪府四條畷市）は、270床（註：2018年9月時点）を持つ病院。脳神経外科を中心として、内科、整形外科、外科、泌尿器科、眼科、リハビリテーション科、放射線科、救急科、麻酔科、呼吸器内科、消化器内科、循環器内科、形成外科、皮膚科の診療科を持つ。
大阪府の二次指定救急病院でもある。

## 沿革
1986年（昭和61年）11月に「医療法人信愛会畷生会 脳神経外科病院」を大阪府四條畷市江瀬美町にて開設。2005年（平成17年）11月に現在地に新築移転した。2011年（平成23年）1月に社会医療法人の認定を受け現名称に変更した。

### 年表
- 1986年11月 - 医療法人信愛会畷生会脳神経外科病院(190床）開設
- 2005年11月 - 畷生会脳神経外科病院(305床)　新築移転
- 2007年7月 - 脳神経外科医　福島孝徳教授　顧問として着任
- 2009年4月 - フィリップス社製　MRI/3テスラ　導入
- 2010年7月 - 第12回日本病院脳神経外科学会会長に院長（当時）の吉川幸弘が選出
- 2011年1月 - 信愛会グループ　社会医療法人へ移行。社会医療法人信愛会　畷生会脳神経外科病院へ改称[3]

## 認定病床数
- 許可病床数 - 270床
- 一般病床数 - 219床
- SCU - 9床
- 療養病床数 - 42床[4]

## 診療科等
- 脳神経外科
- 内科
- 整形外科
- 外科
- 泌尿器科
- 眼科
- リハビリテーション科
- 放射線科
- 救急科
- 麻酔科
- 呼吸器内科
- 消化器内科
- 循環器内科
- 形成外科
- 皮膚科
- 放射線科

- 薬剤部
- 検査科
- 臨床工学科
- 栄養科[4]

## 認定専門医人数
- 日本整形外科学会：整形外科専門医 4人
- 日本放射線学会：放射線科専門医 1人
- 日本泌尿器科学会 : 泌尿器科専門医 1人
- 日本外科学会：外科専門医 5人
- 日本循環器学会：循環器専門医 2人
- 日本ペインクリニック学会：ペインクリニック専門医 2人
- 日本消化器外科学会：消化器外科専門医 3人
- 日本脳神経外科学会：脳神経外科専門医 8人
- 日本麻酔科学会：麻酔科専門医 2人
- 日本透析医学会：透析専門医 1人
- 日本眼科学会：眼科専門医 1人
- 日本内科学会：総合内科専門医 3人
- 日本糖尿病学会：糖尿病専門医 1人
- 日本消化器病学会：消化器病専門医 1人
- 日本脳神経血管内治療学会：脳血管内治療専門医 1人

2021年2月13日時点

## 交通アクセス
- 電車
  - JR学研都市線 忍ケ丘駅下車 徒歩7分
  - JR学研都市線の忍ケ丘駅と四条畷駅、京阪本線の寝屋川市駅と萱島駅から無料送迎バス、および京阪バス 、四條畷市コミュニティバス「畷生会病院」下車すぐ。
- 車
  - 国道163号線 西中野交差点から北方向に約200ｍ。駐車場78台[6]

## 関連施設
- 交野病院 - 同一法人が運営